# Super7
Super7 — болгарский детский телеканал, собственность Alegro Capital и часть медиахолдинга 7 Media Group. Запущен 6 августа 2007 как семейно-развлекательный телеканал, в 2010 году переформирован в детский телеканал — болгарскую версию международного детского канала Nickelodeon. Современное оформление действует с 2012 года. Прекратил вещание 17 сентября 2016 года.